# Efeito Magnus
O Efeito Magnus recebe esse nome em honra ao químico e físico alemão Heinrich Gustav Magnus. O Efeito Magnus é o fenômeno pelo qual a rotação de um objeto altera sua trajetória em um fluido (líquido ou gás). Esse efeito pode ser observado quando um jogador de futebol chuta uma bola com efeito em direção ao gol e esta faz uma curva no ar.

## Explicação

Efeito Magnus

Uma explicação padrão para esse, como outros casos envolvendo um fluido em movimento seria: 
"O Efeito Magnus ocorre pois em relação a todos os fluidos vale a seguinte regra: 
Em diferentes pontos de uma corrente uniforme, se o fluido se movimenta com velocidades diferentes, nos pontos de maior velocidade observa-se a menor pressão e vice-versa." (Princípio de Bernoulli) * Explicação tirada do livro "Como vejo o Mundo" de Albert Einstein.
Embora aqui realmente as pressões estejam associadas às velocidades relativas do fluxo de ar em relação à superfície da bola, vale examinar com mais detalhe o que acontece, para que a conclusão do raciocínio esteja conforme ao que se observa. 
Se a bola não está girando, e tem apenas um movimento de translação, a resistência do ar é proporcional ao quadrado da velocidade da bola, para as velocidades típicas em esportes como tênis, tênis de mesa ou futebol. Essa força é distribuída ao longo da superfície voltada para fluxo de ar, de modo que a resultante é {\displaystyle F=\int Pds}, onde {\displaystyle P} é a pressão em cada ponto. Essa resultante é dirigida contra o sentido do movimento. 
Quando a bola está girando em torno de um eixo perpendicular ao seu deslocamento, há uma assimetria nas velocidades relativas ar x superfície da bola. No caso mostrado na figura por exemplo, essa velocidade relativa é maior na parte de cima do que na parte de baixo. Como a resistência do ar é proporcional ao quadrado da velocidade relativa, ocorre uma pressão acima maior que abaixo. A resultante não é mais dirigida exatamente contra o sentido do movimento, mas tem uma componente para baixo, indicada na figura.
O efeito depende da velocidade de rotação da bola e também da quantidade de ar que a bola arrasta quando gira. Quanto menos lisa for a bola, mais ar ela arrasta e maior é o efeito.

## Exemplo
Imagine uma bola de futebol chutada em direção ao gol. O ar passa pela bola e a velocidade de translação é em geral bem maior que a induzida pela rotação. Enquanto esta se move ela arrasta consigo um pouco de ar durante os giros. Onde a bola e o ar se movimentam na mesma direção a velocidade relativa em relação ao fluxo provocado pelo movimento de translação é menor, portanto a pressão é menor. Agora no outro extremo, aonde o ar se move contrário à bola a velocidade relativa é maior, e a pressão é maior. Isso faz com que a bola desvie seu caminho normal, produzindo então o Efeito Magnus. Note-se que raciocinar apenas pelo enunciado do efeito Bernoulli poderia levar à conclusão oposta ao que ocorre na prática.